# San Marino ai Giochi della XX Olimpiade
San Marino partecipò ai Giochi della XX Olimpiade che si sono svolti a Monaco di Baviera dal 26 agosto all'11 settembre 1972, con una delegazione di sette atleti impegnati in due discipline: ciclismo e tiro. Fu la terza partecipazione di questo paese ai Giochi estivi. Non fu conquistata nessuna medaglia.
- Capo missione: Vittorio Carbonetto

## Ciclismo
- Daniele Cesaretti, ciclismo su strada

## Tiro a segno
- Italo Casali, carabina 3 posizioni
- Libero Casali, carabina 3 posizioni
- Bruno Morri, pistola automatica
- Roberto Tamagnini, pistola automatica

## Tiro a volo
- Guglielmo Giusti, fossa olimpica
- Silvano Ragagnini, fossa olimpica